# Curt Bräuer
Curt Bräuer (né le 24 février 1889 à Breslau, mort le 8 septembre 1969 à Wiesbaden) était un diplomate de carrière allemand. Lors de l'invasion allemande de la Norvège en 1940, il était en poste à Oslo, et c'est Bräuer qui a remis l'ultimatum au gouvernement norvégien le 9 avril.

## Études
Né à Breslau, dans ce qui est de nos jours une ville de Pologne, Bräuer était le fils du marchand Conrad Bräuer et de son épouse Wilhelmine née Pätzold. Curt Bräuer a étudié le droit et la science politique de 1907 à 1910 à l'université de Breslau et à l'université Ernst-Moritz-Arndt. Il était membre du corps étudiant Lusatia Breslau (de) (1907) et Guestfalia Greifswald (1909). En 1911, il obtient le titre de docteur en droit et rentre au service de la justice prussienne. À partir de 1914, il étudie les langues orientales à Berlin, mais du 5 septembre 1914 à juillet 1918, il est mobilisé dans le cadre de la Première Guerre mondiale. Le 31 janvier 1920, il est versé dans le service diplomatique, d'abord rattaché au ministère du Commerce extérieur, puis à partir de juillet 1920 au ministère allemand des Affaires étrangères.

## En poste en Afrique du Sud, à Bruxelles, et à Paris
Le 24 septembre 1920, il est transféré au consulat général d'Allemagne à Le Cap, puis à Pretoria. À partir de juillet 1925, il est consul et retourna aux ministères des affaires étrangères allemand à Berlin en août 1925 pour y devenir responsable de la Tchécoslovaquie.
En juillet 1930, il est en poste dans la légation à Bruxelles et de mai 1935 à mai 1936, il est commissaire de la Légation en Belgique. Enfin, après avoir été assigné à un poste spécial à Berlin, à la fin de 1937, il est conseiller à l'ambassade d'Allemagne à Paris jusqu'au début de la Seconde Guerre mondiale. Dans ce cadre, il a rédigé une note pour Berlin donnant l'avis que la France n'interviendrait pas en cas d'occupation allemande de l'Autriche.
Si à partir de 1928, il est membre du Parti démocratique allemand (DDP), il change de parti pour devenir membre du NSDAP (Parti nazi) le premier août 1935, qui entre-temps est arrivé au pouvoir.

## Oslo, 1939 - 1940
Le 14 novembre 1939, il est nommé envoyé spécial en Norvège, avec rang d'ambassadeur jusqu'au 16 avril 1940, date à laquelle il devient représentant du Reich en Norvège. Bräuer ne connaissait pas l'invasion imminente de la Norvège avant qu'il lui soit ordonné (quelques heures avant l'attaque) d'aller présenter un ultimatum au gouvernement norvégien par l'entremise du ministre des Affaires étrangères Halvdan Koht. L'ultimatum contenait un appel à la Norvège à ne pas s'opposer aux forces allemandes qui arrivaient, une demande que les Norvégiens n'ont pas accepté. Dans une conversation avec le roi Haakon VII, il a essayé le jour suivant d'obtenir son approbation du gouvernement de putsch de Vidkun Quisling, mais sans succès.
Puis Bräuer forme le 15 avril avec Theodor Habicht en collaboration avec la Cour suprême, le conseil d'administration pour gouverner les territoires norvégiens occupés. L'espoir de Bräuer est que le gouvernement norvégien reconnaisse cette nouvelle structure. Mais celui-ci ne reconnaît pas le conseil d'administration en tant que substitut légal au gouvernement. Néanmoins, Bräuer essaie de donner l'impression que le conseil d'administration avait reçu un certain statut du gouvernement politique norvégien.
Le 16 avril 1940, Hitler rappela Bräuer, jugeant que la résistance norvégienne à l'invasion allemande nécessite que le pays soit administré par une personnalité plus autoritaire. Hitler nomme alors Josef Terboven — un fervent Nazi pour assurer la position de Reichskommissar pour la Norvège. Terboven exerce d'ailleurs des pouvoirs quasi-dictatoriaux en Norvège jusqu'à la fin de la guerre.

## Dans la Wehrmacht, prisonnier de guerre
Le 4 mai 1940, Bräuer est appelé au service de la Wehrmacht comme simple soldat, mais au 1er novembre 1944, il est promu au grade d'Oberstleutnant dans la réserve. En 1945, il est capturé par les soviétiques et n'a été libéré par ceux-ci qu'en décembre 1953.

## Période d'après-guerre
En 1954, une conférence prévue par Bräuer pour une association étudiante norvégienne a déclenché un grand ressentiment dans la population norvégienne. Bräuer prévoyait d'expliquer les événements de l'invasion allemande en 1940 de son point de vue. Le gouvernement norvégien a utilisé des moyens légaux pour empêcher l'entrée de Bräuer en Norvège.  En avril 1959, le ministère fédéral des Affaires étrangères lui confie une mission spéciale.